# Boudu
Boudu è un film del 2005 diretto da Gérard Jugnot.
Si tratta del remake di un altro film francese, ovvero Boudu salvato dalle acque (Boudu sauvé des eaux) del 1932, diretto da Jean Renoir ed a sua volta basato su una pièce teatrale di René Fauchois dei primi anni '10.